# Sommerparadies
Sommerparadies (Originaltitel: Paradise) ist ein US-amerikanisches Filmdrama aus dem Jahr 1991. Regisseurin und Drehbuchautorin war Mary Agnes Donoghue. Sommerparadies ist ein Remake des französischen Films Le Grand Chemin (Am großen Weg) von Jean-Loup Hubert.

## Handlung
Rosemary Young schickt ihren zehnjährigen Sohn Willard für die Dauer der Sommerferien zu ihrer Freundin Lily Reed, die mit Ben verheiratet ist. Der eigene Sohn von Lily und Ben ist kurz zuvor gestorben, was für eheliche Spannungen sorgt. Willard freundet sich mit der gleichaltrigen Billie Pike an. Er hilft den Reeds, die Ehekrise zu bewältigen.

## Kritiken
Film-Dienst schrieb, die Inszenierung des Films sei „zu unentschlossen“. Er erhalte trotzdem „durch die um Stimmigkeit bemühte Figurenzeichnung und die überzeugende Darstellung“ einen „überdurchschnittlichen Unterhaltungswert“.

## Auszeichnungen
Thora Birch gewann im Jahr 1992 den Young Artist Award. Elijah Wood und der Film als Bestes Drama wurden für den gleichen Preis nominiert.

## Hintergrund
Der Plan, ein Remake des französischen Films Le Grand Chemin zu drehen, wurde im Jahr 1988 von der Walt Disney Company initiiert. Der Film wurde in Charleston (South Carolina), in Georgetown County (South Carolina) und in McClellanville (South Carolina) gedreht. Seine Weltpremiere fand am 12. September 1991 auf dem Toronto International Film Festival statt. Der Film spielte in den Kinos der USA ca. 18,6 Millionen US-Dollar ein.